# Lilien
Die Lilien (Lilium) sind eine Pflanzengattung der Familie der Liliengewächse (Liliaceae) mit rund 120 Arten.
Lilien sind ausdauernde, aufrecht wachsende Zwiebelpflanzen mit oft auffälligen Blüten. Aufgrund ihres attraktiven Erscheinungsbilds wurden und werden sie in vielen Kulturen als Zierpflanzen geschätzt. Einige Arten zählen zu den ältesten Zierpflanzen überhaupt und fanden auch Verwendung als religiöse Symbole. Erst im 20. Jahrhundert erlangten sie jedoch industrielle Bedeutung als Zuchtpflanzen und Schnittblumen. Insbesondere in Asien finden sie bis heute auch Verwendung als Lebensmittel sowie als Heilpflanzen.
Die Gattung ist – ausgehend von ihrem evolutionären Ursprung im Himalaya – auf allen Kontinenten der Nordhalbkugel zu finden, vorzugsweise in klimatisch gemäßigten Zonen. Hauptverbreitungsgebiet ist China, Nebenzentren sind Japan, Nordamerika sowie Europa und der Kaukasus. Mit den Lilien am nächsten verwandt ist die Gattung der Fritillaria.

## Beschreibung

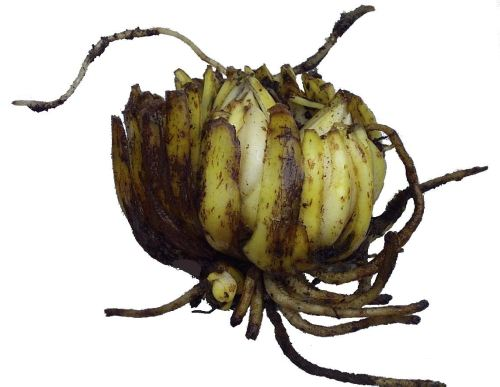
Lilium xanthellum, Zwiebel

Alle Lilien sind ausdauernde, krautige Pflanzen. Sie wachsen aus Zwiebeln und können artabhängig eine Höhe von bis zu 310 Zentimeter erreichen.

### Zwiebel und Rhizom
Lilien-Zwiebeln sind meist eiförmig bis annähernd rund, aus zahlreichen Zwiebelschuppen zusammengesetzt und nicht durch eine zusätzliche Außenhaut geschützt. Die unregelmäßig klobig geformten Zwiebeln sind 1,4 bis 11,7 Zentimeter lang und 1,3 bis 19 Zentimeter breit, das Verhältnis von Höhe zu Länge schwankt von 0,1 bis 3 zu 1. Die Zwiebel kann leicht geneigt im Boden liegen und annähernd rhizomatisch mehr oder weniger verlängert, aber auch deutlich ausgeprägt rhizomatisch horizontal verlängert sein, Rhizome wachsen gelegentlich verzweigt.
Die Zwiebelschuppen sind modifizierte Blätter und enthalten Stärke als Reservestoff. Sie sind eiförmig oder lanzettlich fleischig und meist weiß, selten gelb oder purpurn, häufig auch bräunlich gefleckt. Sie überlappen einander dachziegelartig und können zwischen 0,8 und 11,9 Zentimeter lang werden.

### Wurzeln

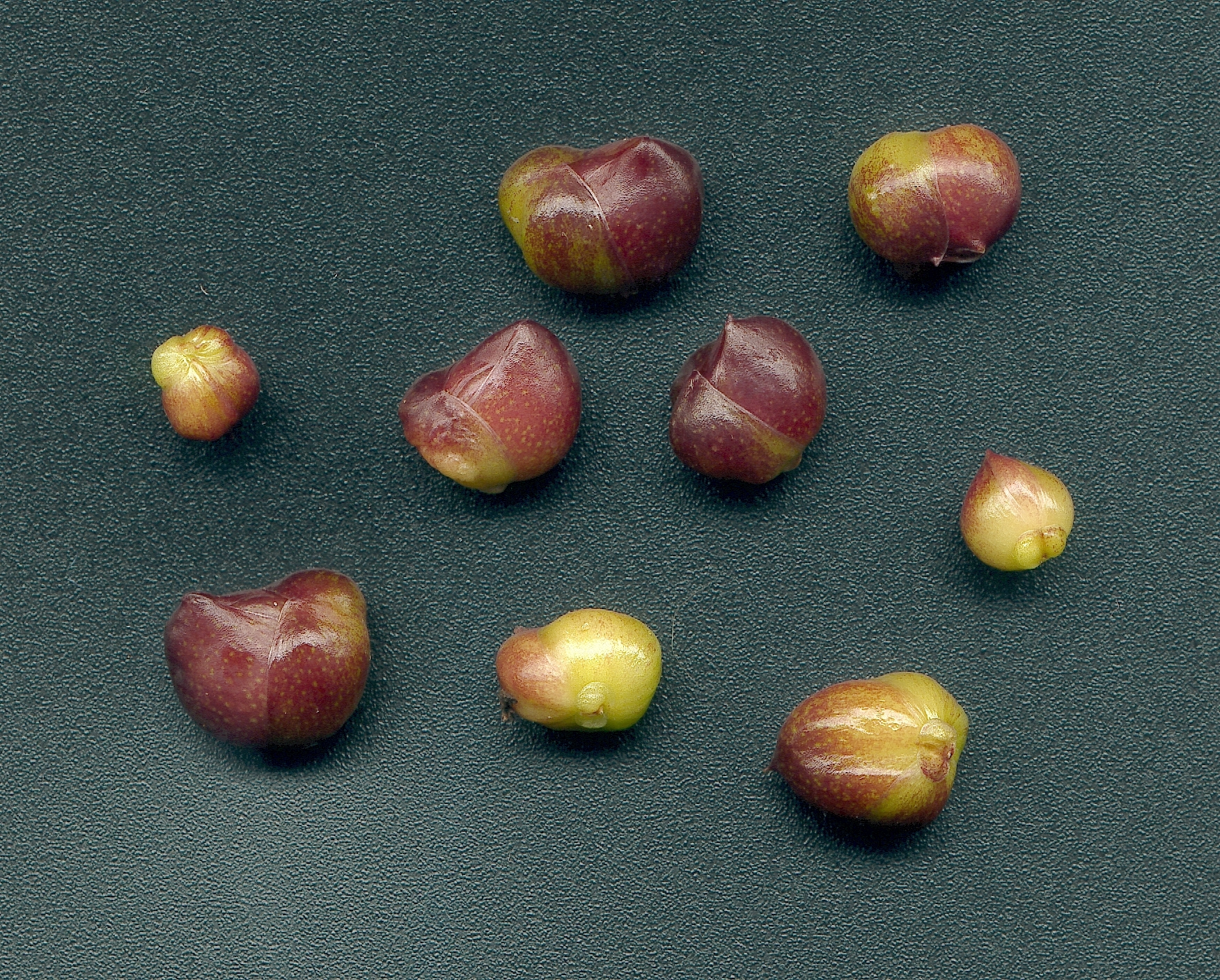
Lilium sulphureum, Achselbulbillen

Lilien haben an der Basis der Zwiebel zwei Typen von Wurzeln. Die einen sind bis zu 5 Millimeter dick, konzentrisch gefaltet und kontraktil, verfügen also über die Fähigkeit, die Zwiebel tiefer in die Erde zu ziehen, bis die ideale Tiefe erreicht ist. Der zweite Typ, die sogenannten Adventivwurzeln, sind deutlich dünner, fadenförmig und dienen allein der Aufnahme von Nährstoffen. Letztere finden sich auch unterirdisch am Stängel oberhalb der Zwiebel.

### Brutzwiebeln
Bei Lilien sind Zwiebeln auch Organe vegetativer Vermehrung. Eine häufig zu findende Möglichkeit besteht in der Bildung sogenannter Stängelbulben, also kleiner Brutzwiebeln am Stängelansatz, die sich nach mehreren Jahren zu eigenständigen Pflanzen herausbilden. Bei einigen wenigen Arten werden solche Brutzwiebeln auch in den Achseln der Laubblätter gebildet (Lilium sargentiae, Lilium sulphureum, Lilium arboricola, Feuer-Lilie und Tiger-Lilie). Von dort fallen sie herab und können in den Folgejahren im Boden zu eigenständigen Pflanzen heranwachsen.

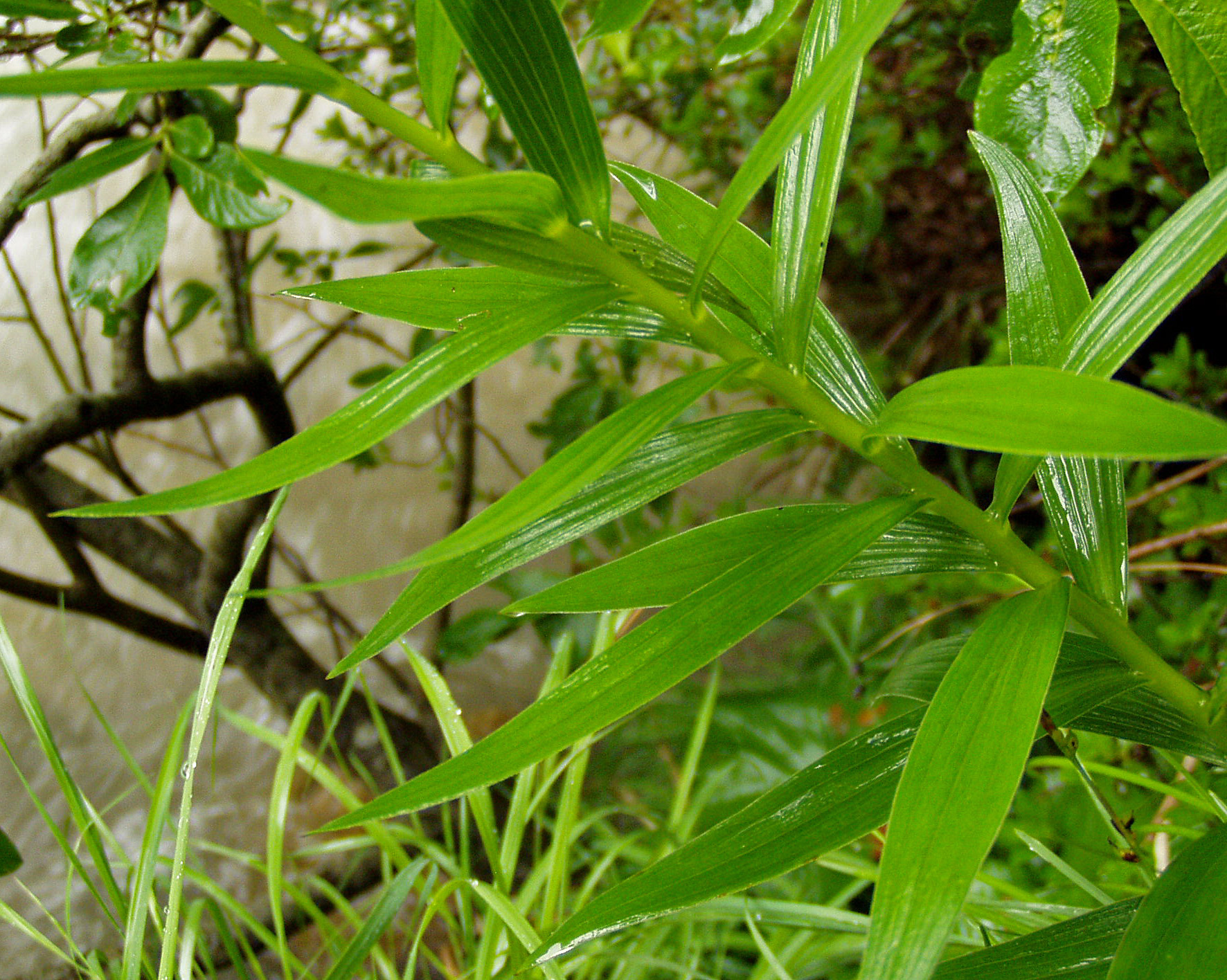
Krainer Lilie, Stängel und Blätter

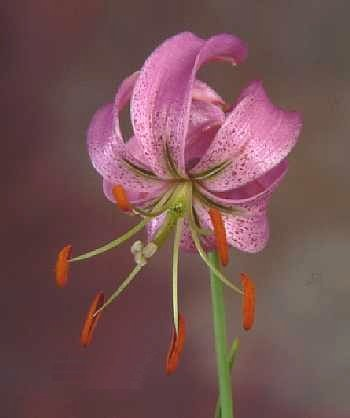
Lilium cernuum, Blüte

### Stängel und Blätter
Der mit der Ausnahme der kriechenden Lilium procumbens immer aufrechte, in der Regel glatte Stängel ist meist grün, gelegentlich purpurn überhaucht, selten graugrünblau. An ihm stehen die ungestielten bis annähernd ungestielten Blätter entweder wechselständig, gleichmäßig oder seltener zur Stängelbasis hin gehäuft verteilt oder häufiger in 1 bis 12, selten bis zu 24 Wirteln. In letzterem Fall stehen sie am Ansatz und der Spitze der Pflanze dann jedoch verteilt. Die Wirtel bestehen aus drei bis zwanzig, selten bis vierzig Blättern, die 1,7 bis 29 Zentimeter lang und 0,2 bis 5,6 Zentimeter breit sind, das Längen-Breitenverhältnis beträgt 1,6 bis 34 zu 1. Die Blätter sind an den Spitzen oft abwärts gebogen, linealisch, lanzettlich, elliptisch oder – insbesondere bodennah – eiförmig, gelegentlich umgekehrt-lanzettlich. Die grüne Blattspreite wird zur Blattspitze hin heller, selten blasser und läuft zum äußeren Ende hin spitz zu. Die Blattränder sind ganzrandig, meist glatt und haarlos, gelegentlich schwach papillös, manchmal zum äußeren Ende hin durch dreieckige, epidermale Nadeln rau.
Die Blattaderung besteht aus meist drei in der Regel glatten und unbehaarten Hauptadern. Sie sind gelegentlich ebenfalls mit dreieckigen, epidermalen Nadeln besetzt und auf der achszugewandten Seite selten vertieft nachgezeichnet.

### Blüten
Der endständige Blütenstand ist entweder eine Einzelblüte oder eine Traube, selten eine Dolde oder eine Schirmtraube. Die Tragblätter sind den Laubblättern ähnlich. Die Blütenstiele sind 0,8 bis 32 Zentimeter lang. An ihm finden sich die Blüten hängend, nickend, aufsteigend oder aufrecht. Viele Lilien duften mehr oder weniger stark, einige sind aber auch duftfrei.
Die Blüten sind radiärsymmetrisch oder schwach zygomorph. Es lassen sich weitgehend drei Blütenformen unterscheiden, nämlich trompetenförmige, schalenförmige und so genannte „Türkenbund-Lilien“, vereinzelt gibt es auch röhren- oder becherförmige, oder die nach vorn fast geschlossenen Blüten bei Lilium lophophorum. Bei dem Türkenbund sind die Blütenhüllblätter so weit nach hinten eingerollt, dass ihre Spitzen sich am Stängel wieder einander nähern und die Blüte so einem Turban ähnlich sieht.
Die Blütenhülle ist ein zweikreisiges Perigon. Alle Blütenhüllblätter sind in Form, Farbe und Größe annähernd gleich. Jeder Kreis besteht aus drei unverwachsenen Blütenhüllblättern weißer, grünlicher, gelber, oranger oder rötlicher bis purpurner Farbe. Die zum Schlund hin weisende innere Hälfte bis zwei Drittel der Blütenhüllblätter ist achszugewandt häufig rosa oder kastanienfarben gefleckt, mehr oder weniger lanzettlich, am Ansatz verjüngt bis genagelt, meist unbehaart.
Achszugewandt nahe dem Blattansatz bilden die Blütenhüllblätter Nektar. Die Nektarien sind meist schmal gerillt, gelegentlich papillös oder behaart. Sie sind grün und meist nicht sichtbar, gelegentlich aber treten sie in Gestalt eines grünen Sterns im Zentrum des Schlunds in Erscheinung.
Die Blütenhüllblätter des äußeren Blütenhüllkreises sind achsabgewandt gelegentlich gefurcht, 3,1 bis 12 Zentimeter lang sowie 0,6 bis 2,6 Zentimeter breit und laufen zum äußeren Ende meist spitz zu. Die Blütenhüllblätter des inneren Blütenhüllkreises hingegen sind achsabgewandt stets gefurcht und haben achszugewandt zusätzlich zwei mittige Längsfurchen. Sie sind 3 bis 11,2 Zentimeter lang und 0,6 bis 3,4 Zentimeter breit. Auch sie laufen zum äußeren Ende meist spitz zu, fallen dabei aber etwas breiter gerundet aus als die äußeren Blütenhüllblätter.
Die Blüten haben sechs Staubblätter, je vor den Blütenhüllblättern, die innerhalb der Blütenhülle enden oder weit aus ihr herausragen können. Die Staubfäden sind pfriem- oder fadenförmig, gelegentlich fein behaart. Sie stehen parallel zum Griffel oder in einem Winkel von bis zu 31° von der Blütenstandsachse ab und sind vielseitig gefärbt, meist aber blassgrün oder annähernd durchscheinend.

Die Staubfäden setzen am Rücken der Staubbeutel an (dorsifix), die Verbindung ist beweglich (versatil). Die Staubbeutel sind länglich-rund und 0,3 bis 2,6 Zentimeter lang, vielseitig gefärbt, meist aber purpurn und dunkeln nach. Der Pollen ist cremefarben, gelb, orange, rostrot oder braun und wird meist zunehmend heller.

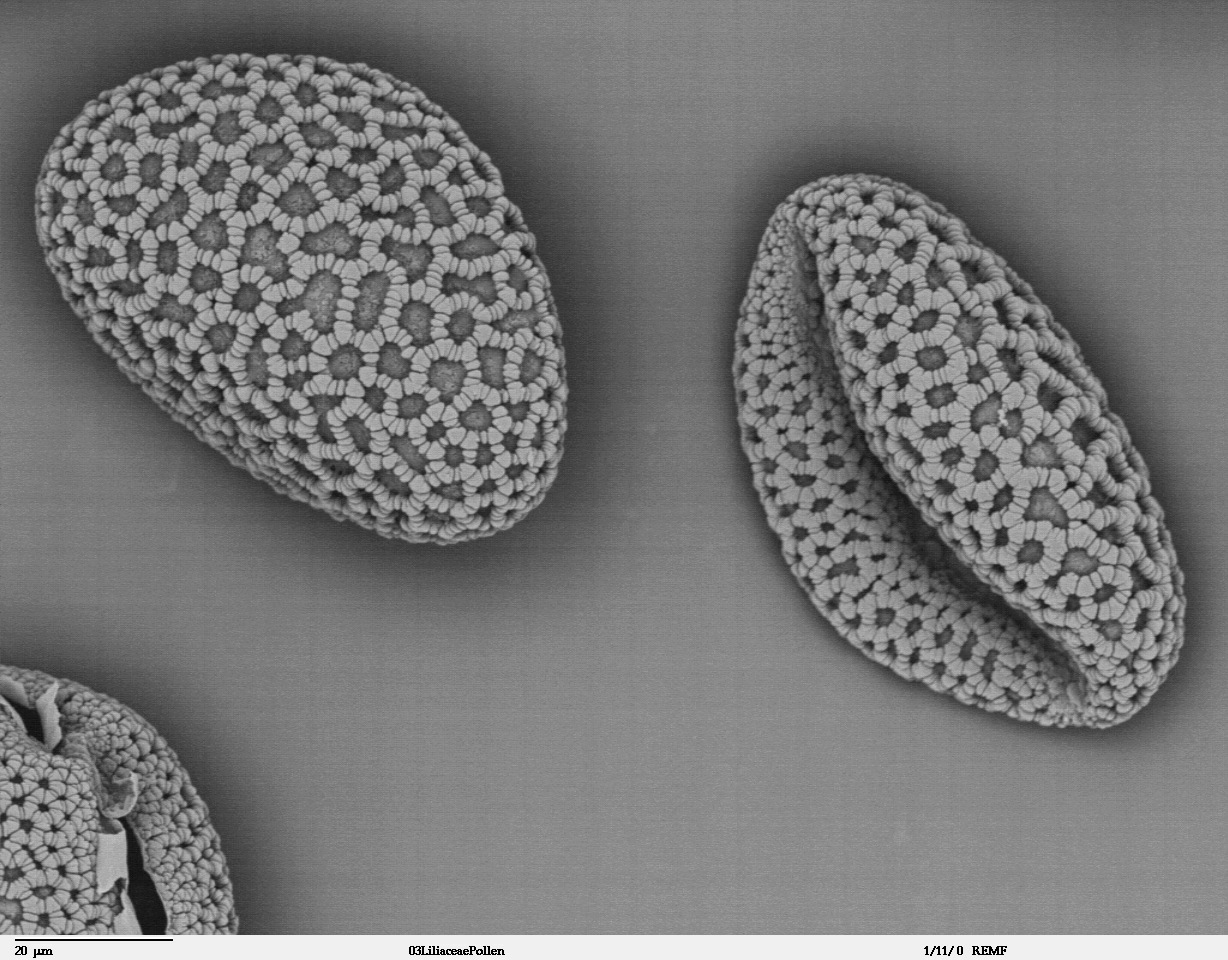
Lilium auratum, Pollen

Der länglich-runde Stempel ist 2,1 bis 10,5 Zentimeter lang, dreilappig und dreifächrig. Der Fruchtknoten ist oberständig und 0,8 bis 3,5 Zentimeter lang. Die sechs Plazenten stehen zentralwinkelständig, es gibt zahlreiche Samenanlagen, von denen einige wenige keinen Embryo ausbilden. Der Griffel ist verlängert und schmal. Er ist üblicherweise blassgrün und im Querschnitt rund. Anfangs steht er parallel zur Blütenachse, wächst dann jedoch seitlich aus. Die Narbe ist verdickt und üblicherweise dreilappig, in älteren Blüten ist sie hohl.
Bei Lilien erfolgt in der Regel keine Selbstbestäubung; zur Befruchtung bedarf es üblicherweise des Pollens einer anderen Pflanze. Die mit einem längsten äquatorialen Durchmesser von bis zu über 100 Mikrometern recht großen und annähernd kugeligen Pollenkörner haben einen bootförmigen Sulcus sowie ein bis drei Poren mit klar abgegrenzten Rändern. Die Pollen sind heteropolar und in polarer Draufsicht elliptisch. Die Exine ist 2,2 bis 3,7 Mikrometer dick, die Oberfläche grob genetzt, die an ihrer Oberfläche warzigen Lumina 1,7 bis 17,0 Mikrometer, die Muri 1,0 bis 3,4 Mikrometer breit. Die zusammengesetzten Muri sitzen einreihig angeordneten Columellae auf. Aufgrund der Anzahl, Anordnung und Gestalt der Columellae werden drei morphologische Typen in der Gattung unterschieden, zum einen der Martagon-Typ mit Muri aus rechtwinkligen Columellae, der Callose-Typ mit Muri aus abgerundeten Columellae und der Concolor-Typ mit Muri aus wechselnd gerundeten und vieleckigen Columellae.

### Früchte und Samen

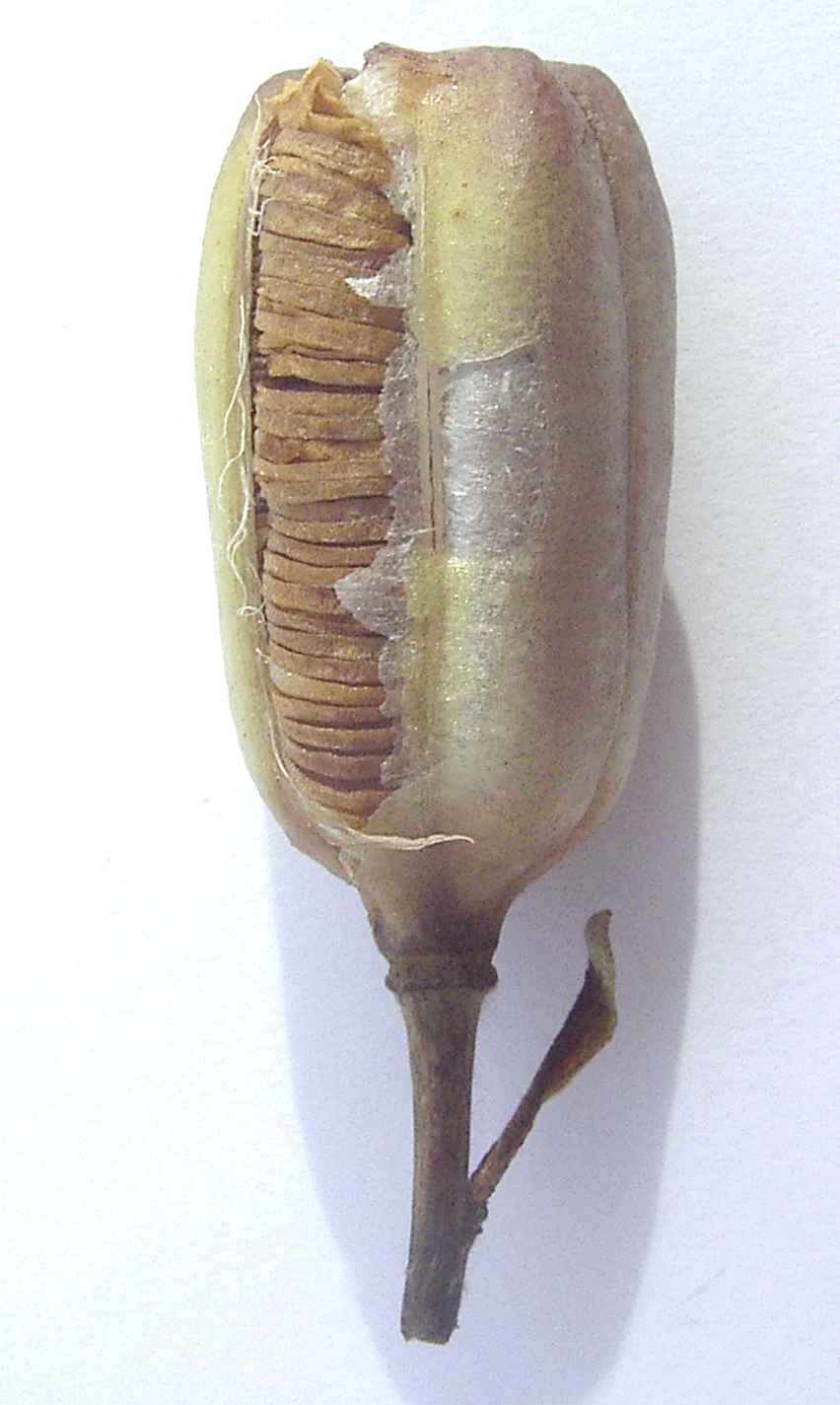
Lilium concolor, geöffnete Samenkapsel

Lilien bilden dreikammerige, aufrechte Kapselfrüchte aus, die zu brauner Farbe hin abreifen. Die Kapseln sind am Ansatz verengt, länglich-rund bis verkehrt-eiförmig, 1,5 bis 7,7 Zentimeter lang und 0,8 bis 3,3 Zentimeter breit und 1,1- bis 4,8-mal länger als breit. In den Kammern sind die zahlreichen Samen angeordnet wie Münzen in einer Rolle. Bei den Kapseln handelt es sich, typisch für viele Liliengewächse, um lokulizide Kapseln, die an den Rückennähten jedes Fruchtblatts aufplatzen.
Die Samen sind flach, annähernd rund in 60°-Winkeln und sind schmal geflügelt. Sie sind an der Oberfläche warzig hellbraun und in ihrer Mitte zeichnet sich der dunkle Embryo ab.
Lilien-Samen lassen sich ihrer Keimung entsprechend in vier Gruppen unterteilen:
- sofortig und epigäisch
- verzögert und epigäisch
- verzögert und hypogäisch
- sofortig und hypogäisch.

Bei sofortiger Keimung kann die Keimung je nach Art bereits nach wenigen Tagen beginnen, bei verzögerter Keimung hingegen dauert es mindestens ein Jahr bis zur Keimung, gelegentlich auch länger.

### Genetik
Die Chromosomengrundzahl beträgt n = 12. Alle Lilienarten besitzen zwei lange metazentrische und zehn kurze akrozentrische Chromosomen. Metazentrisch heißt, dass das Centromer mittig liegt, bei akrozentrischen Chromosomen liegt es am Ende. Die einzige bekannte Ausnahme in der Gattung ist Lilium rubescens, die ein langes metazentrisches Chromosom und elf kurze akrozentrische Chromosomen hat.

## Verbreitung und Standorte
Lilien wachsen auf allen Kontinenten der nördlichen Hemisphäre, vorzugsweise in temperierten Zonen. Mit rund 70 Arten ist Asien Schwerpunkt der Artenvielfalt, allein 55 finden sich in China. Ein zweiter Schwerpunkt in Asien ist Japan mit rund 15 vielfach endemischen Arten. In Nordamerika finden sich knapp über 20 Arten, ein spezieller Schwerpunkt mit 12 Arten liegt hier an der Pazifikküste. In Europa (einschließlich der Türkei und des Kaukasus) finden sich weitere knapp 20 Arten, hier sind insbesondere der Balkan und der Kaukasus Diversitätszentren.

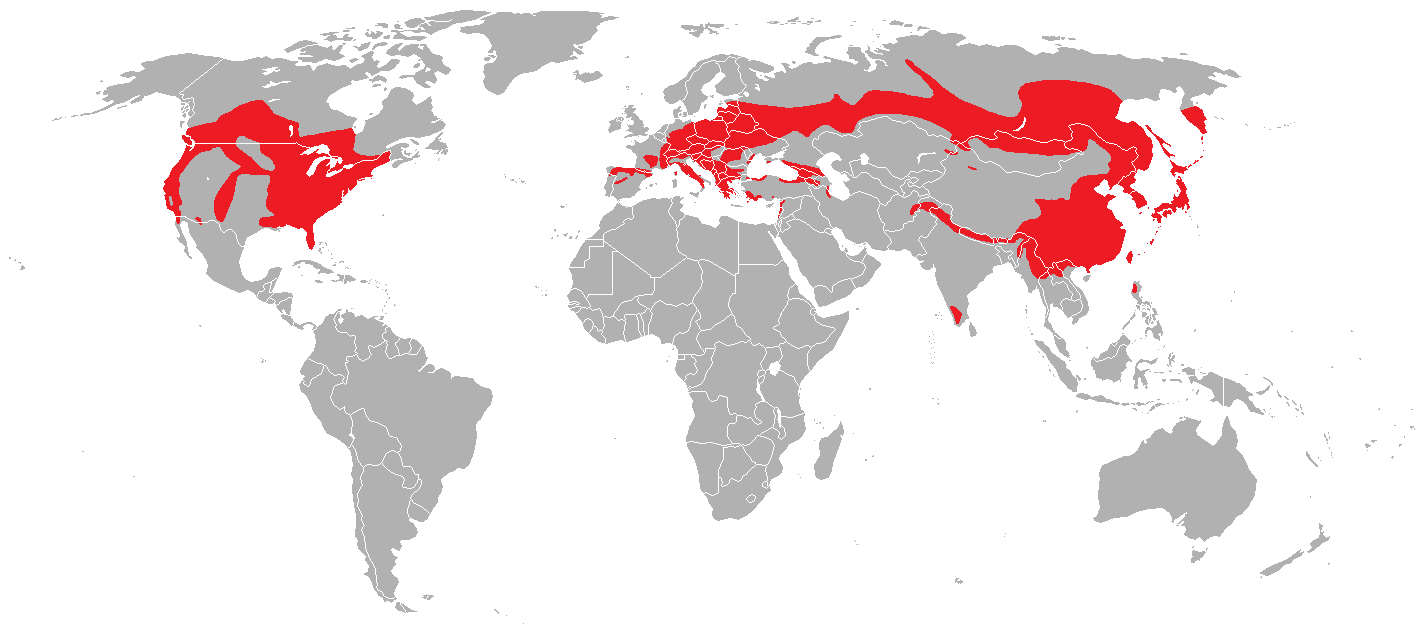
Natürliche Verbreitung der Gattung Lilium

Der Ursprung der Gattung lässt sich rund 12 Millionen Jahre zurückdatieren. Zu dieser Zeit differenzierte sich im Himalaya eine Klade aus Lilium, Fritillaria, Cardiocrinum und Notholirion aus. Vom Himalaya aus besiedelte die Gattung über China sowohl Nordamerika wie auch Eurasien. Während für die Besiedlung Nordamerikas zwei Ausbreitungsereignisse vermutet werden, eine für Lilium catesbaei und Lilium philadelphicum und eine für alle anderen Arten, wird für Europa von drei Einwanderungen ausgegangen: Lilium martagon und der Vorläufer von Lilium bulbiferum sind unabhängig voneinander auf einem nördlichen Einwanderungsweg nach Europa gelangt, dagegen hat eine dritte Einwanderung auf einem südlicheren Weg über das Kaukasusgebiet zur Entstehung aller anderen europäischen und kaukasischen Arten einschließlich Lilium candidum geführt. Das heutige Verbreitungsgebiet der Gattung zeichnet die Ausbreitung noch weithin nach, wenngleich klimatische Veränderungen seither zu Rückgängen in ehemals besiedelten Regionen geführt haben, so dass dort nur Relikte existieren, so zum Beispiel in den Bergregionen der Tropen und Subtropen Asiens (z. B. in Indien, den Philippinen, Vietnam). Auffällig, wenngleich bisher nicht erklärt, ist das Fehlen von Lilien in einem Korridor zwischen Ost-Afghanistan und dem Kaukasus. Die weitestreichende Verbreitung aller Arten hat heute Lilium martagon, die von China über Russland bis zur Iberischen Halbinsel vorkommt.
Lilien finden sich oft als Horste in waldigen oder waldnahen bzw. küstennahen Regionen, da sie feuchte, aber gut drainierte und kühle Standplätze in leichtem Schatten bevorzugen. Insbesondere asiatische Arten steigen dabei durchaus auch in hohe Gebirgslagen auf (z. B. Lilium nepalense bis 3700 m), zwei Arten leben als Epiphyten im asiatischen Bergregenwald (Lilium arboricola, Lilium eupetes), eine weitere (Lilium procumbens) wächst lithophytisch. Soweit aus Kultur bekannt, bevorzugen sie eher leicht alkalische oder leicht saure Substrate, sehr alkalische sowie sehr saure Böden werden von Lilien in der Regel gemieden. Vereinzelte Ausnahmen sind zum Beispiel Lilium pomponium, die stark alkalische Böden bevorzugt oder Lilium catesbaei, welche die recht sauren Böden des amerikanischen Sumpf- und Marschlands mit pH-Werten von 5,1 bis 6,5 schätzt.

## Gefährdung und Status

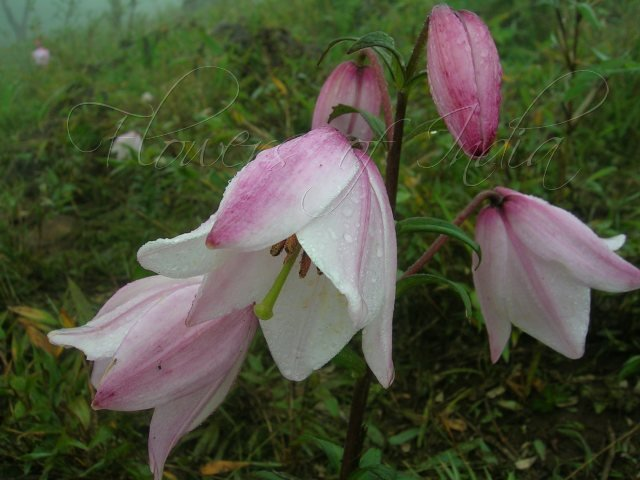
Lilium mackliniae in Indien, IUCN-Status „Gefährdet“

Die Gefährdungslage der Lilien ist aufgrund ihrer weiträumigen Verbreitung unterschiedlich. Die Rote Liste der IUCN enthielt 1997 21 Taxa der Gattung. Für die Arten der noch relativ dünnbesiedelten und vielfach naturbelassenen Gebiete Zentral- und Südostasiens, Russlands und des Kaukasus wurden kaum Gefährdungen ausgewiesen, nur sechs meist kleinräumig verbreitete Endemiten wurden meist mit dem Status „Selten“ o. ä. aufgenommen (z. B. Lilium ledebourii). In den USA hingegen stehen die oft nur kleinräumig an den Küsten verbreiteten Arten durch zunehmend dichtere Besiedlung unter höherem Gefährdungsdruck. Von den hier ebenfalls sieben in die Liste aufgenommenen Taxa wurden drei als „Gefährdet“ angeführt, nämlich Lilium occidentale und Lilium pardalinum subsp. pitkinense in Kalifornien und Oregon sowie Lilium grayi an der Ostküste um North Carolina und Virginia. Der Status „Gefährdet“ wurde in der Gattung insgesamt nur viermal vergeben, neben den amerikanischen Arten noch für die indische Lilium mackliniae. Neben dieser enthält die Liste zwei weitere indische Arten sowie drei aus Japan, auch zwei Arten aus Europa sind betroffen (Lilium pomponium, Lilium rhodopeum). Die chinesische Lilium stewartianum gilt inzwischen als erste Lilienart als ausgestorben.
Unabhängig von dieser Einstufung und ihrer jeweiligen Gefährdung sind Lilien oft auch Gegenstand nationaler Schutzbemühungen, die von gesetzlichen Unterschutzstellungen bis hin zur Einrichtung von Schutzgebieten reichen, auch im deutschsprachigen Raum. In Deutschland sind die heimischen Lilien (also Lilium martagon und Lilium bulbiferum) nach der Bundesartenschutzverordnung seit dem 31. August 1980 „besonders geschützt“. In Österreich finden sich alle heimischen Arten der Gattung (neben Lilium martagon und Lilium bulbiferum noch Lilium carniolicum) in den Artenschutzverordnungen der Bundesländer wieder. In der Schweiz steht Lilium bulbiferum auf der „Liste der National Prioritären Arten“.

## Forschungsgeschichte
Lilium wurde vor der grundlegenden Klassifizierung der Pflanzen durch Carl von Linné durch Joseph Pitton de Tournefort 1700 in seinem Werk Institutiones rei herbariae als Gattung gefasst und benannt. Der zu dieser Zeit längst etablierte Name Lilium entstammt dabei möglicherweise einer Sprache der westlichen Mittelmeerländer. Sowohl in hamitischen Sprachen (ilili) wie auch im Baskischen (lili) finden sich verwandte Begriffe für „Blume“. Sicher zurückführen lässt es sich in den ostmediterranen Raum, über das altgriechische λείϱιον lēīrion und das lateinische lilium wurde der Begriff in abgewandelter Form zum Bezeichner der Gattung in der Mehrheit der europäischen Sprachen.
Durch Linné wurde die Gattung dann 1753 formal erstbeschrieben. Zur Typusart bestimmten Hitchcock und Green 1929 die Madonnenlilie (Lilium candidum).

### Pionierarbeiten
Die erste innere Systematik der Gattung lieferte 1828 Heinrich Gottlieb Ludwig Reichenbach in seinem Werk Conspectus regni vegetabilis, er unterschied zwei Untergattungen, nämlich Martagon und Eulirion. Dies wurde notwendig durch das Anwachsen der Gattung: Während Linne erst sieben Arten der Gattung zuordnete, umfassten die Lilien 1829 in Joseph August Schultes’ Systema vegetabilium bereits 35 Arten.
Weitere Bearbeitungen folgten kontinuierlich (z. B. durch Stephan Ladislaus Endlicher 1836, Karl Sigismund Kunth 1843, John Lindley 1845), während ebenfalls immer weitere Arten neu beschrieben wurden. Als besonders einflussreich erwies sich jedoch ein recht kleines Werk: John Gilbert Baker legte 1871 im Vorgriff auf eine geplante, aber nie verfasste Monographie eine Synopsis zur Gattung vor. Neben einer Beschreibung der Gattungsmerkmale enthielt sie auch eine neue Klassifikation. Er führte darin zwei Untergattungen ein, neben Lilium noch Notholirion. Die Untergattung Lilium wieder unterteilte er in vier Untergruppen, nämlich Eulirion, Archelirion, Isolirion und Martagon.

### A Monograph of the Genus Lilium

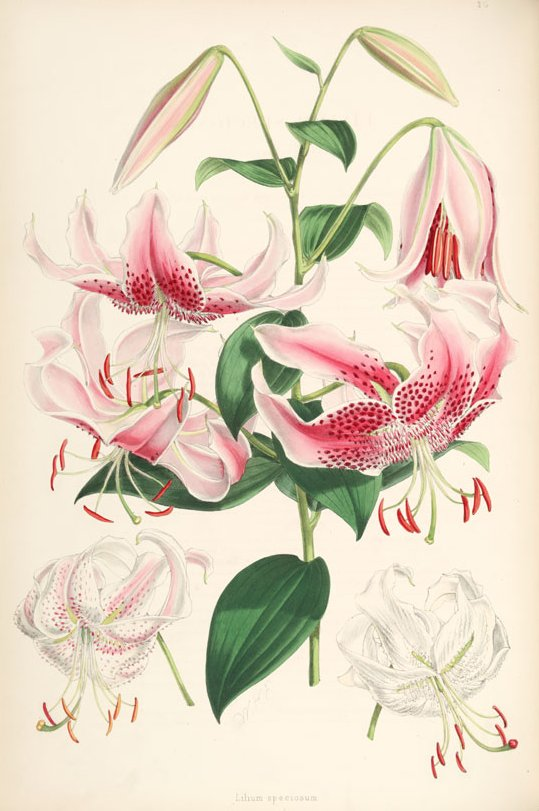
Illustration Walter Hood Fitchs zu Lilium speciosum aus A Monograph of the Genus Lilium

Bakers Aufsatz gab dem britischen Amateur Henry John Elwes Mitte der 1870er den entscheidenden Anstoß, erstmals eine Monographie zu verfassen, die sich ausschließlich der Gattung Lilium widmete. Als Amateur schrieb er sie jedoch nicht selbst, sondern gewann zahlreiche renommierte Botaniker, darunter Baker selbst, Texte zum Werk beizusteuern. Von 1877 an bis 1880 dann erschien eine durch den Lithographen Walter Hood Fitch illustrierte „A monograph of the genus Lilium“. Bis 1962 erschienen mehrere Ergänzungsbände, das Original wurde aber nicht noch einmal aufgelegt.
Seit dem Erscheinen von Elwes' Werk erschien zwar bis in die Gegenwart keine neue Monographie, aber es wurden im 20. Jahrhundert einige Werke veröffentlicht, die zur weiteren Kenntnis der Gattung beitrugen. Ernest Henry Wilsons The lilies of Eastern Asia von 1925 ragt unter ihnen heraus, da Wilson als Pflanzenjäger in China unterwegs war und mit seinem Buch zahlreiche neue Lilien präsentieren konnte. Moderne wissenschaftliche Texte beziehen sich aufgrund des Alters von Elwes Werk häufig auf das eigentlich eher gärtnerisch orientierte „Lilies“ von Edward McRae, das 1998 erschien und zu weiten Teilen auf dem deutschsprachigen Buch „Die Neuen Lilien“ von Carl Feldmaier und Judith Freeman aus dem Jahre 1982 basiert.

### Das Sektionsmodell von Comber
Harold Frederick Comber, ein Schüler von Henry John Elwes, schlug 1949 eine Klassifikation der Lilien vor, die ein Meilenstein in der Gliederung der Gattung war. Während alle vorherigen Systematiken ausschließlich auf der Gestalt der Blüte allein basierten und so zu teils sehr künstlichen Systematiken kamen, zog Comber ein breiteres Merkmalsspektrum heran, um eine Systematik zu finden, die erstmals die natürlichen Verwandtschaftsverhältnisse innerhalb der Gattung abzubilden suchte.
Anhand von dreizehn ausgesuchten und verschieden gewichteten morphologischen Merkmalen sowie der Keimungstypen unterteilte er die Gattung in sieben Sektionen sowie neun Untersektionen und durch eine grafische Darstellung versuchte er die verwandtschaftlichen Beziehungen der Sektionen untereinander zu beschreiben (wenngleich nicht in einem streng kladistischen Sinn).
```
  3 
Liriotypus
 ─────────────┐     ┌───────────── 7 
Daurolirion

                            │     │
                            │     │
                          1 
Martagon

                            │     │                        ┌────────────── 5 
Sinomartagon

                            │     │                        │
  2 
Pseudolirium
 ───────────┘     └───────────── 4 
Archelirion

                                                           │
                                                           └────────────── 6 
Leucolirion
```

## Systematik

### Äußere Systematik
Als zum engeren Verwandtschaftskreis der Lilien gehörig werden seit jeher die Gattungen Fritillaria, Notholirion, Nomocharis sowie die Gattung der Riesenlilien (Cardiocrinum) verstanden, sie werden oft gemeinsam als Tribus Lilieae gefasst. Unklar waren aber lange die genauen Abgrenzungen der Gattungen gegeneinander, mit Ausnahme der Fritillaria wurden alle Gattungen zeitweise auch zu den Lilien gestellt, Cardiocrinum und Notholirion wurden ursprünglich sogar als Untertaxa der Lilien erstbeschrieben. Molekularbiologische Untersuchungen haben wiederholt die Tribus bestätigt und die inneren Abgrenzungen deutlich gemacht. Das Schwestertaxon der Lilien sind danach die Fritillaria. Notholirion und Cardiocrinum bilden eine Schwesterklade zu Lilien und Fritillaria.
In Hinsicht auf die Gattung Nomocharis sind die Lilien sicher paraphyletisch, das heißt, die Nomocharis-Arten gehören zu den Lilien. Obwohl zahlreiche molekularbiologische Studien dies bestätigten, stand eine entsprechende taxonomische Bearbeitung lange aus, sie erfolgte erst 2016.
|  | \| \| Lilium (incl. Nomocharis) \| \| \| \| \| \| Fritillaria \| \| \| \| |
|  |                                                                           |
|  | Cardiocrinum                                                              |
|  |                                                                           |
|  | Lilium (incl. Nomocharis)                                                 |
|  |                                                                           |
|  | Fritillaria                                                               |
|  |                                                                           |

|  | Lilium (incl. Nomocharis) |
|  |                           |
|  | Fritillaria               |
|  |                           |

|  | \| \| Lilium (incl. Nomocharis) \| \| \| \| \| \| Fritillaria \| \| \| \| |
|  |                                                                           |
|  | Cardiocrinum                                                              |
|  |                                                                           |
|  | Lilium (incl. Nomocharis)                                                 |
|  |                                                                           |
|  | Fritillaria                                                               |
|  |                                                                           |

|  | Lilium (incl. Nomocharis) |
|  |                           |
|  | Fritillaria               |
|  |                           |

|  | \| \| Lilium (incl. Nomocharis) \| \| \| \| \| \| Fritillaria \| \| \| \| |
|  |                                                                           |
|  | Cardiocrinum                                                              |
|  |                                                                           |
|  | Lilium (incl. Nomocharis)                                                 |
|  |                                                                           |
|  | Fritillaria                                                               |
|  |                                                                           |

|  | Lilium (incl. Nomocharis) |
|  |                           |
|  | Fritillaria               |
|  |                           |

|  | \| \| Lilium (incl. Nomocharis) \| \| \| \| \| \| Fritillaria \| \| \| \| |
|  |                                                                           |
|  | Cardiocrinum                                                              |
|  |                                                                           |
|  | Lilium (incl. Nomocharis)                                                 |
|  |                                                                           |
|  | Fritillaria                                                               |
|  |                                                                           |

|  | Lilium (incl. Nomocharis) |
|  |                           |
|  | Fritillaria               |
|  |                           |

### Innere Systematik
Insbesondere anhand intensiver molekulargenetischer Forschungen von Tomotaro Nishikawa seit 1999 beginnen sich die Umrisse einer neuen, phylogenetisch basierten Systematik abzuzeichnen. Nishikawas Forschungen bestätigten zwar überwiegend Combers Sektionierung, die Sektionen bedürfen aber einer veränderten Subsektionierung, viele Arten müssen neu zugeordnet werden und auch Combers Pionierarbeit bei der Nachzeichnung der Verwandtschaftsbeziehungen lässt sich im Licht moderner phylogenetischer Ergebnisse nicht mehr halten. Bei Tomotaro ergaben sich drei Großkladen, denen die unterschiedlichen Sektionen bzw. Untersektionen zugeordnet wurden.
|  | \| \| Martagon \| \| \| \| \| \| Sinomartagon-Daurolirion \| \| \| \| |
|  |                                                                       |
|  | Leucolirion (6b)                                                      |
|  |                                                                       |
|  | Martagon                                                              |
|  |                                                                       |
|  | Sinomartagon-Daurolirion                                              |
|  |                                                                       |

|  | Martagon                 |
|  |                          |
|  | Sinomartagon-Daurolirion |
|  |                          |

|  | \| \| Martagon \| \| \| \| \| \| Sinomartagon-Daurolirion \| \| \| \| |
|  |                                                                       |
|  | Leucolirion (6b)                                                      |
|  |                                                                       |
|  | Martagon                                                              |
|  |                                                                       |
|  | Sinomartagon-Daurolirion                                              |
|  |                                                                       |

|  | Martagon                 |
|  |                          |
|  | Sinomartagon-Daurolirion |
|  |                          |

|                                                 | \| \| Archelirion \| \| \| \| \| \| Leucolirion (6a) \| \| \| \| |
|                                                 |                                                                  |
|                                                 | Pseudo-Sinomartagon                                              |
|                                                 |                                                                  |
|                                                 | Nomocharis                                                       |
|                                                 |                                                                  |
|                                                 | Pseudolirium (nur Lilium philadelphicum)                         |
| Vorlage:Klade/Wartung/3 Vorlage:Klade/Wartung/4 |                                                                  |
|                                                 | Archelirion                                                      |
|                                                 |                                                                  |
|                                                 | Leucolirion (6a)                                                 |
|                                                 |                                                                  |

|  | Archelirion      |
|  |                  |
|  | Leucolirion (6a) |
|  |                  |

|  | \| \| Martagon \| \| \| \| \| \| Sinomartagon-Daurolirion \| \| \| \| |
|  |                                                                       |
|  | Leucolirion (6b)                                                      |
|  |                                                                       |
|  | Martagon                                                              |
|  |                                                                       |
|  | Sinomartagon-Daurolirion                                              |
|  |                                                                       |

|  | Martagon                 |
|  |                          |
|  | Sinomartagon-Daurolirion |
|  |                          |

|  | \| \| Martagon \| \| \| \| \| \| Sinomartagon-Daurolirion \| \| \| \| |
|  |                                                                       |
|  | Leucolirion (6b)                                                      |
|  |                                                                       |
|  | Martagon                                                              |
|  |                                                                       |
|  | Sinomartagon-Daurolirion                                              |
|  |                                                                       |

|  | Martagon                 |
|  |                          |
|  | Sinomartagon-Daurolirion |
|  |                          |

|                                                 | \| \| Archelirion \| \| \| \| \| \| Leucolirion (6a) \| \| \| \| |
|                                                 |                                                                  |
|                                                 | Pseudo-Sinomartagon                                              |
|                                                 |                                                                  |
|                                                 | Nomocharis                                                       |
|                                                 |                                                                  |
|                                                 | Pseudolirium (nur Lilium philadelphicum)                         |
| Vorlage:Klade/Wartung/3 Vorlage:Klade/Wartung/4 |                                                                  |
|                                                 | Archelirion                                                      |
|                                                 |                                                                  |
|                                                 | Leucolirion (6a)                                                 |
|                                                 |                                                                  |

|  | Archelirion      |
|  |                  |
|  | Leucolirion (6a) |
|  |                  |

### Sektionen und Arten der GattungLilium
| Die Gattung der echten Lilien besteht aus rund 120 Arten. Eine aktuelle systematische Bearbeitung der gesamten Gattung fehlt trotz zahlreicher molekulargenetischer Arbeiten. Auf Sektionsebene folgt diese Darstellung Comber, sie wurde anhand neuerer Literatur ergänzt und aktualisiert. Bei der Aufspaltung von Lilium auratum, der Zuordnung dreier Arten (Lilium bulbiferum Lilium brownii, Lilium henryi) sowie der Zuordnung der Sektion Daurolirion zur Sektion Sinomartagon wird Nishikawa gefolgt, die Systematik der Sektion Liriotypus folgt Resetnik et al. sowie Ikinci et al. Der Einschluss der Gattung Nomocharis folgt Gao. - Lilium debile Kittlitz - Lilium distichum Nakai ex Kamib. - Lilium hansonii Leichtlin ex D.D.T.Moore - Türkenbundlilie (Lilium martagon L.) - Lilium medeoloides A.Gray - Lilium tsingtauense Gilg - Lilium bolanderi S.Watson - Kanada-Lilie (Lilium canadense L.) - Lilium catesbaei Walter - Lilium columbianum Leichtlin - Lilium grayi S.Watson - Lilium humboldtii W.Bull - Lilium iridollae M.G.Henry - Lilium kelleyanum Lemmon - Lilium kelloggii Purdy - Lilium maritimum Kellogg - Lilium michauxii Poir. - Lilium michiganense Farw. - Lilium occidentale Purdy - Panther-Lilie (Lilium pardalinum Kellogg) - Lilium parryi S.Watson - Lilium parvum Kellogg - Lilium philadelphicum L. - Lilium pyrophilum M.W.Skinner & Sorrie - Lilium rubescens S.Watson - Lilium superbum L. - Lilium washingtonianum Kellogg - Lilium akkusianum Gämperle - Lilium albanicum Griseb. - Lilium bosniacum (Beck) Fritsch - Madonnen-Lilie (Lilium candidum L.) - Krainer Lilie (Lilium carniolicum Bernh. ex W.D.J.Koch) - Chalzedonische Lilie (Lilium chalcedonicum L.) - Lilium ciliatum P.H.Davis - Lilium jankae A.Kern. - Lilium kesselringianum Miscz. - Lilium ledebourii (Baker) Boiss. - Krim-Lilie (Lilium monadelphum M.Bieb.) - Lilium polyphyllum D.Don - Seealpen-Lilie (Lilium pomponium L.) - Lilium ponticum K.Koch - Pyrenäen-Lilie (Lilium pyrenaicum Gouan) - Rhodopen-Lilie (Lilium rhodopeum Delip.) - Lilium szovitsianum Fisch. & Avé-Lall. - Lilium auratum Lindl. - Lilium japonicum Thunb. ex Houtt. - Lilium nobilissimum (Makino) Makino - Lilium platyphyllum (Baker) Makino - Lilium rubellum Baker - Pracht-Lilie (Lilium speciosum Thunb.) - Lilium ukeyuri R.Hogg - Lilium amabile Palib. - Lilium amoenum E.H.Wilson ex Sealy - Lilium anhuiense D.C.Zhang & J.Z.Shao - Lilium arboricola Stearn - Lilium bakerianum Collett & Hemsl. - Lilium brevistylum (S.Yun Liang) S.Yun Liang - Feuer-Lilie (Lilium bulbiferum L.) - Lilium callosum Siebold & Zucc. - Lilium cernuum Kom. - Lilium concolor Salisb. - Davids-Lilie (Lilium davidii Duch. ex Elwes) - Lilium duchartrei Franch. - Lilium eupetes J.M.H.Shaw - Lilium fargesii Franch. - Lilium floridum J.L.Ma & Yan J.Li - Lilium henrici Franch. - Tiger-Lilie (Lilium lancifolium Thunb.) - Lilium lankongense Franch. - Lilium leichtlinii Hook.f. - Lilium lophophorum (Bureau & Franch.) Franch. - Lilium mackliniae Sealy - Lilium maculatum Thunb. - Lilium matangense J.M.Xu - Lilium medogense S.Yun Liang - Lilium nanum Klotzsch - Lilium nepalense D.Don - Lilium oxypetalum (D.Don) Baker - Lilium papilliferum Franch. - Lilium paradoxum Stearn - Lilium pensylvanicum Ker Gawl. - Lilium pinifolium L.J.Peng - Lilium poilanei Gagnep. - Lilium primulinum Baker - Lilium procumbens Aver. & N.Tanaka - Lilium pumilum Redouté - Lilium pyi H.Lév. - Lilium rosthornii Diels - Lilium saccatum S.Yun Liang - Lilium sempervivoideum H.Lév. - Lilium sherriffiae Stearn - Lilium souliei (Franch.) Sealy - Lilium stewartianum Balf.f. & W.W.Sm. - Lilium taliense Franch. - Lilium tenii H.Lév. - Lilium tianschanicum N.A.Ivanova ex Grubov - Lilium wardii Stapf ex F.C.Stern - Lilium yapingense Y.D.Gao & X.J.He - Lilium brownii F.E.Br. ex Miellez - Lilium formosanum A.Wallace - Henrys Lilie (Lilium henryi Baker) - Lilium leucanthum (Baker) Baker - Oster-Lilie (Lilium longiflorum Thunb.) - Philippinen-Lilie (Lilium philippinense Baker) - Königs-Lilie (Lilium regale E.H.Wilson) - Lilium sargentiae E.H.Wilson - Lilium sulphureum Baker ex Hook.f. - Lilium wallichianum Schult. & Schult.f. - Lilium apertum Franch. - Lilium basilissum (Farrer ex W.E.Evans) Y.D.Gao: Sie kommt vom nordwestlichen Yunnan bis zum nördlichen Myanmar vor. - Lilium sealyi Y.D.Gao: Sie kommt vom westlichen Sichuan bis zum nördlichen Myanmar vor. - Lilium gongshanense (Y.D.Gao & X.J.He) Y.D.Gao: Sie kommt in Yunnan vor. - Lilium meleagrina (Franch.) Y.D.Gao: Sie kommt vom südöstlichen Tibet bis Sichuan und dem nordwestlichen Yunnan vor. - Lilium pardanthinum (Franch.) Y.D.Gao - Lilium saluenense (Balf.f.) S.Yun Liang - Lilium synapticum (Sealy) Y.D.Gao: Sie kommt in Assam vor. |

## Krankheiten und Fressfeinde
Lilien können von einer ganzen Anzahl an Pflanzenkrankheiten und Fressfeinden befallen werden. Einige sind dabei für die Gattung spezifisch.

### Pilze
Eine Vielzahl von Pilzen lebt auf Lilienarten als Wirtspflanzen. Für die Lilien am bedrohlichsten ist ein Befall der Zwiebeln. Fusarium oxysporum f. sp. lilii und Fusarium oxysporum f. sp. narcissi können die Fusarium-Welke auslösen, bei der die Zwiebel von unten her ausgehöhlt wird. Die Blattspitzen vergilben, die Knospen bleiben geschlossen und die Pflanze stirbt ab. Die Sporen können mehrere Jahre im Boden überleben und neue Pflanzen infizieren. Andere Pilze, die Lilienzwiebeln befallen sind Thielaviopsis basicola, Thanatephorus cucumeris und Colletotrichum lilii. Letztere Art verursacht schwarze Flecken auf den Zwiebelschuppen, die einschrumpfen und vertrocknen.
Andere Pilze befallen die Sprossachse, dies sind insbesondere Phytophora cactorum, Sclerotinia sclerotium und Sclerotium delphinii, das dann auf die Wurzeln der Pflanzen übergeht und diese absterben lässt.
Die meisten Pilzarten befallen aber die Blätter der Lilien. Botrytis elliptica ist ein spezifischer Lilien-Pathogen, wohingegen die Grauschimmelfäule (B. cinerea), eine andere Botrytis-Art, nicht spezifisch Lilien befällt. Beide Arten verursachen braune oder grüne glasige Flecken an Blattspitzen, Blüten und Knospen, die sich schnell vergrößern. Danach stirbt die befallene Pflanze schnell ab. Da aber nur oberirdische Pflanzenteile befallen werden, treibt die Lilie im Folgejahr wieder aus. Daneben werden Lilien auch von Peronospora lilii, Uromyces aecidiiformis, Aureobasidium microstictum, Mycosphaerella martagonis (mit der Nebenfruchtform Pseudocercosporella inconspicua), Asteroma lilii-martagonis und Phyllosticta liliicola befallen. Alle diese Arten verursachen Blattflecken und Läsionen an der Blättern.
Lilienwurzeln können von Rhizopus-Arten, sowie diversen Wurzelpilzen, wie zum Beispiel Cylindrocarpon destructans, Pythium splendens oder Rhizoctonia solani, befallen werden.

### Viren
Etwa 20 Viren oder Viroide können Lilien befallen. Die wichtigsten sind das Gurkenmosaikvirus (CMV), das Tabakmosaikvirus (TMV), das Lilienscheckungsvirus (LMoV), das Lily Mild Mosaic Virus (LMMV) und das Lilien X Virus (LVX). Fast alle Viren verursachen blass gescheckte, von den Blattadern her ausstrahlende Muster auf den Blättern. Oft kommt es zu Missbildungen, die Blätter sind verdreht oder gekräuselt. Auch das Lily Symptomless Virus (LSV), das kein offensichtlich erkennbares Schadbild aufweist, die Pflanzen aber schwächt und anfällig macht, infiziert Lilien. Verbreitet werden alle Viren vor allem durch Blattläuse (Aphidoidea), Fransenflügler (Thysanoptera) oder gelegentlich Fadenwürmer (Nematoda), die den infektiösen Pflanzensaft übertragen. Alle Lilien befallenden Viren sind unbehüllt und daher resistent gegen Bekämpfungsmittel, in Kultur hilft nur das Verbrennen der infizierten Pflanzen, um eine weitere Verbreitung zu verhindern. Nicht alle Lilienarten sind anfällig für diese Viren, insbesondere asiatische Arten haben oft eine Toleranz oder Resistenz.

### Tiere

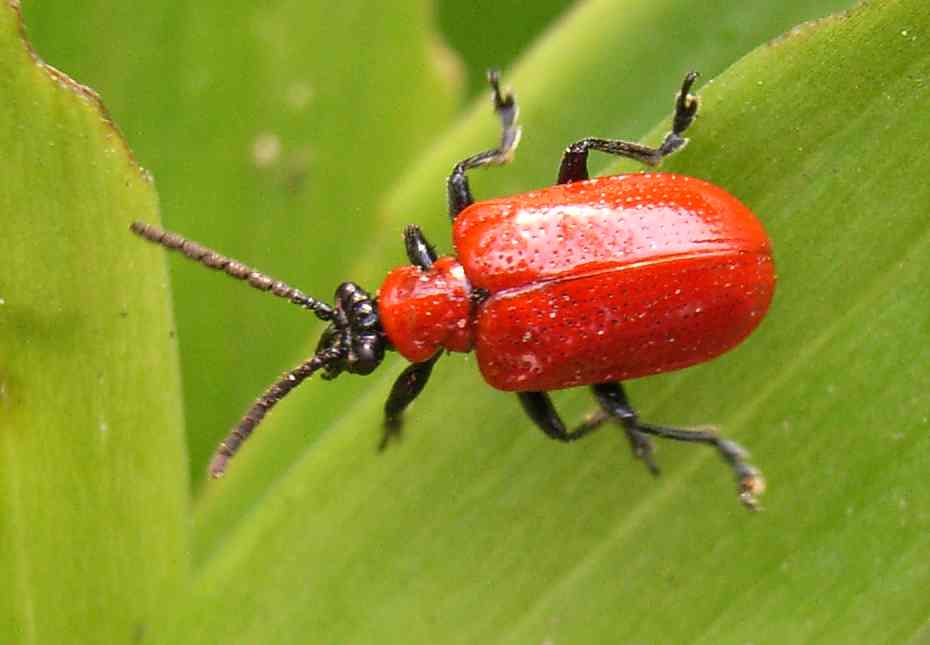
Lilienhähnchen (Lilioceris lilii)

Die Lilie ist in Europa eine wichtige Futterpflanze für das 6 bis 8 Millimeter große Lilienhähnchen (Lilioceris lilii), einen siegellackroten Käfer. Vor allem die Larven, aber auch die Imagines können bei stärkerem Befall ganze Lilienbestände in wenigen Tagen bis auf den Stiel abfressen.
In einigen Gebieten verbreitet ist die Lilienminierfliege (Liriomyza urophorina). Sie legt ihre Eier in die entstehenden Knospen und diese verkümmern, fallen ab oder öffnen sich völlig missgestaltet.
Verschiedene Fadenwürmer (Nematoda) saugen als Ektoparasiten an Lilienzwiebeln. Dies sind vor allem Nematoden aus der Gattung der Blattälchen (Aphelenchoides), die wandernde Wurzelnematode Pratylenchus penetrans und Rotylenchus robustus. Auch Wurzelmilben (Rhizoglyphus) aus der Familie der Mehlmilben (Acaridae) fressen an Lilienzwiebeln.
Für Katzen sind viele Lilien dagegen giftig, das auslösende Toxin dieser Lilienvergiftung ist bislang nicht identifiziert.

## Kulturgeschichte

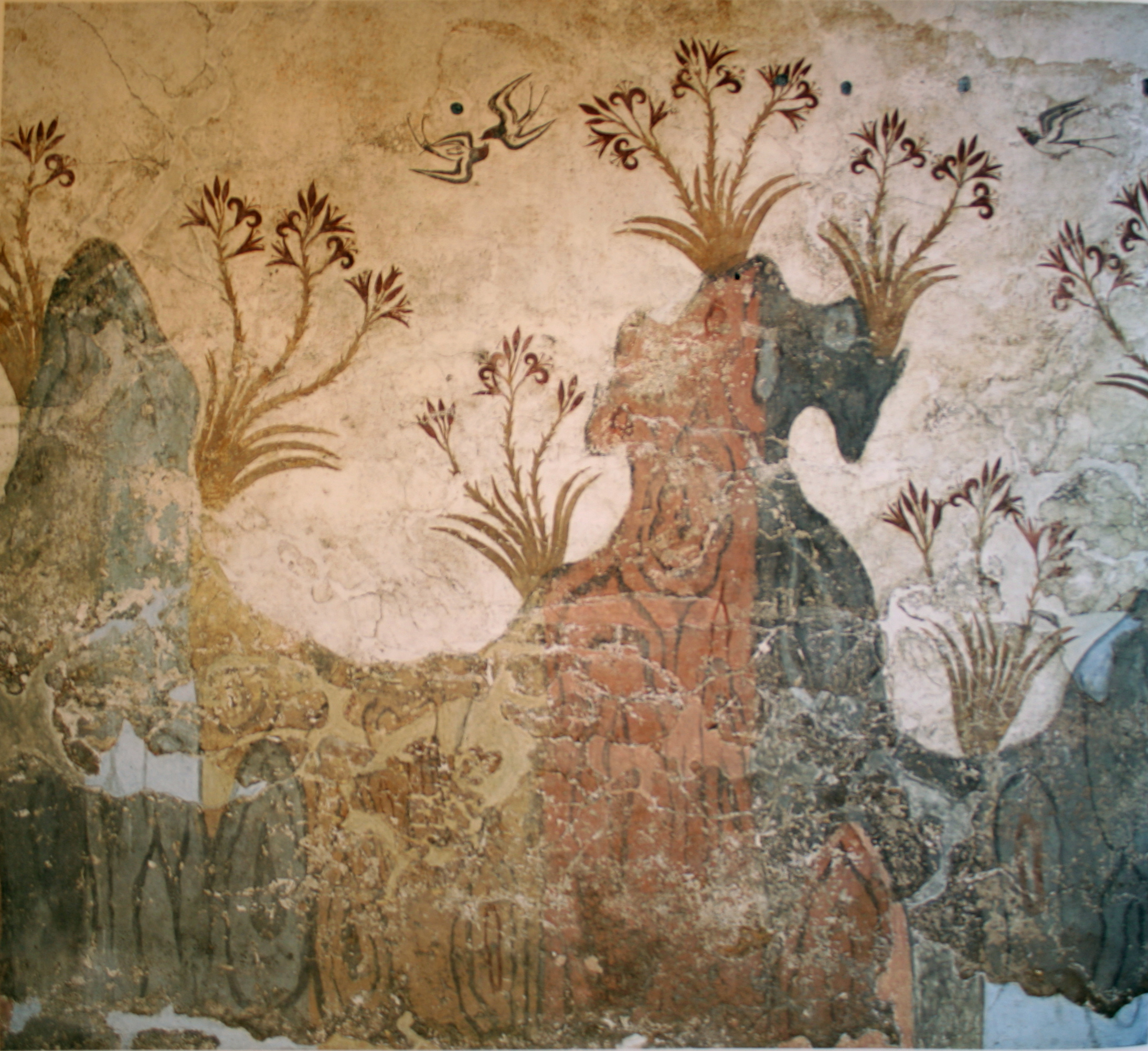
Lilium chalcedonicum als Fresken-Motiv in Akrotiri, Bronzezeit, ca. 1600 v. Chr.

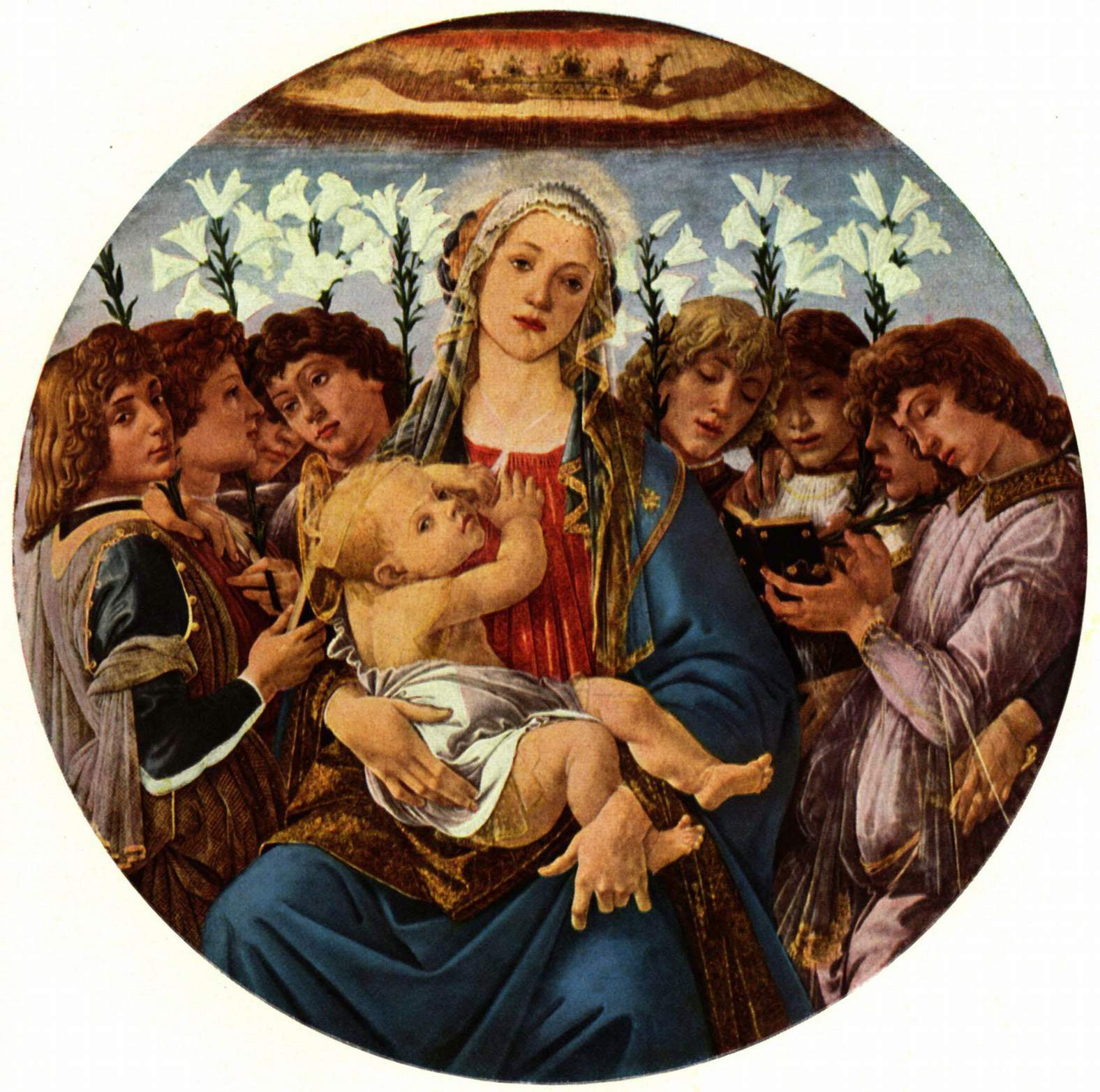
Sandro Botticelli, Madonna mit dem Kind und Singenden Engeln (Raczyński Tondo), ca. 1477

Kulturgeschichtlich wird nicht immer sauber zwischen biologischen Gattungen unterschieden. So werden die unterschiedlichsten Pflanzen wie Hakenlilien (Crinum), die Belladonnalilie (Amaryllis belladonna), Jakobslilien (Sprekelia), Graslilien (Anthericum), Taglilien (Hemerocallis), Schwertlilien (Iris), Waldlilien (Trillium) und viele weitere Pflanzen schlicht mit Lilie bezeichnet. In diesem Sinn fand sie beispielsweise in der Heraldik keine signifikante Verwendung, die Lilie in der Heraldik bildet eine Schwertlilie nach. Hier wurde versucht darauf zu achten, solche Beispiele in der Kulturgeschichte zu finden, die tatsächlich Lilien bezeichnen.

### Lilien als kulturelles Symbol
In den mediterranen Kulturen stand aufgrund ihrer geographisch weiträumigen Verbreitung insbesondere die strahlend weiße Madonnen-Lilie im Zentrum symbolischer Verwendung. Abbildungen wahrscheinlich der Madonnen-Lilie finden sich bereits auf Friesen im minoischen Kreta. Die älteste bekannte Darstellung einer Lilie allerdings zeigt wohl Lilium chalcedonicum. Es handelt sich dabei um rund 3500 Jahre alte Fresken in der bronzezeitlichen Stadt Akrotiri auf der griechischen Insel Santorin. Die Madonnen-Lilie hingegen war im alten Griechenland die Blume der Hera, Cassianus Bassus berichtet in seinen Geoponica, sie sei entstanden aus verschütteten Tropfen der Milch ihrer Brüste, als Herkules von diesen trank. Über die Reinheit der Blüte soll sich wiederum Aphrodite so sehr geärgert haben, dass sie ihr zusätzlich einen Eselsphallus als Stempel einpflanzte.
Im Christentum taucht die Lilie vielfach als Symbol auf. Susanna im Bade (von hebräisch „Shushan“ = „die Lilie“) wurde bereits vor Maria mit dem Symbol der Lilie als Zeichen ihrer Reinheit dargestellt. Das Zeichen wurde in der Marienverehrung übernommen und erhielt als „Madonnen-Lilie“ und Symbol der Reinheit seine heutige Bedeutung in der christlichen Formensprache. Auch der Erzengel Gabriel trägt – vor allem auf Darstellungen der Verkündigung – seit dem 14. Jahrhundert eine Lilie als Attribut; in seiner Hand symbolisiert sie die immerwährende Jungfräulichkeit Marias und löste das vorherige Symbol des Zepters als früheres Hauptattribut des Erzengels ab.
Lilium rubellum gilt als Zeichen für Gesundheit und ist Teil shintoistischer Riten. Seit 702 findet jährlich am 17. Juni das Lilienfest „Saikusa matsuri“ in Nara statt, bei dem die Gläubigen versuchen, einen der Lilienstängel aus dem Ritus zu erhaschen, da man ihm die Kraft zuspricht, gegen Krankheiten zu helfen.

### Lilien in der Literatur
Im ältesten erhaltenen japanischen Buch, dem Kojiki aus dem Jahr 712, werden Lilien in der Hochzeitsszene des ersten Kaisers erwähnt, ebenso in mehreren Gedichten im Man’yōshū aus dem Jahre 759.
In der Bibel finden Lilien mehrfach Erwähnung. Die wohl bekannteste Stelle findet sich bei Lk 12,27 und Mt 6,28:

„Und warum sorget ihr für die Kleidung? Schaut die Lilien auf dem Felde, wie sie wachsen: sie arbeiten nicht, auch spinnen sie nicht. 29 Ich sage euch, daß auch Salomo in aller seiner Herrlichkeit nicht bekleidet gewesen ist wie derselben eins.“

Eine der ältesten Erwähnungen der Lilie in Althochdeutsch stellt dann auch eine Übersetzung dieser Stelle in karolingischer Zeit im Tatian dar. Weitere Erwähnungen aus dieser Zeit finden sich bei Notker I. und Otfrid von Weißenburg.
In der deutschsprachigen Literatur finden sich vornehmlich drei unterschiedliche, wenngleich eng verwandte Bilder zur Lilie, die aber teilweise zeitgleich und sogar vom selben Autor verwendet werden. Aus der christlichen Symbolsprache heraus ist im Mittelalter in der Literatur die Lilie ein Sinnbild für Jungfräulichkeit, Reinheit und Unschuld. Dies findet sich auch viele Jahrhunderte später z. B. noch bei Christoph Martin Wieland.
Im zweiten Bild wird die Lilie als schlanke, zarte und bleiche Blume gezeichnet. Dies wird besonders im Adjektiv „lilienbleich“ deutlich. Gleicher Wieland benutzt dieses Bild in folgender Stelle:

„Sie sagts mit schwacher halb erstickter Stimme, und sinkt an seine Brust. So sinkt im Sturm zerknickt der Lilie welkes Haupt“

Im dritten Bild wird die Lilie in Zusammenstellung mit der Rose verwendet. Hier vor allem mit Rosen auf einem Grab oder für Bilder und Vergleiche, von der Unschuld des ersten Bildes ist hier nichts mehr zu spüren. Wie bei August von Platen-Hallermünde:

„Wie die Lilie sei dein Busen offen ohne Groll; aber wie die keusche Rose sei er tief und voll.“

### Lilien als Heilpflanzen
Die ältesten Erwähnungen von Lilien in China gehen zurück auf ihren Gebrauch als Heilpflanze. Erstmals findet eine Lilie Erwähnung im klassischen „Shennong ben cao jing“, das etwa um 200 n. Chr. verfasst wurde, der Gebrauch reicht bis in die Gegenwart. Eingesetzt werden Lilien gegen chronischen Husten, Blutkrankheiten und Schlaflosigkeit.
Bis heute wird in unterschiedlichsten Volksmedizinen die als „adstringierend“ eingestuften Pflanzensäfte zur Heilung beschädigten oder gereizten Gewebes eingesetzt, z. B. bei Abszessen, entzündeter oder rissiger Haut, Geschwüren oder frischen Wunden. Schon Plinius der Ältere hat auf diese Verwendung hingewiesen, aber auch Dioskurides und Hildegard von Bingen empfahlen den Einsatz bei oberflächlichen Verletzungen und Krankheiten.

### Lilien als Lebensmittel
Bis auf den Stamm sind alle Teile der meisten Lilien-Arten essbar. In der chinesischen Küche werden die Zwiebeln von Lilium brownii, Lilium regale, Lilium lancifolium und Lilium speciosum in der Küche genutzt und auch speziell zu diesem Zweck angebaut. Gegessen werden die Zwiebeln entweder frisch oder getrocknet, oder es wird Stärke aus ihnen gewonnen.
Aus Kamtschatka berichtete Heinrich von Kittlitz 1858, dass die Zwiebel-Schuppen von Lilium debile, aber auch Lilium martagon ein „wohlschmeckendes und dem Anschein nach sehr nahrhaftes Gemüse geben“.
Bei Stämmen nordamerikanischer Ureinwohner waren Lilienzwiebeln ebenfalls Lebensmittel, belegt ist der Gebrauch von Lilium columbianum, Lilium pardalinum, Lilium parvum, Lilium occidentale und Lilium philadelphicum, sie wurden gekocht, gedämpft, gebacken oder roh verzehrt.
Auch in Europa wurden Lilienzwiebeln zeitweise als Lebensmittel genutzt. Charles Bryant führte 1783 in seiner Flora Diaetetica die Türkenbund-Lilie als Lebensmittelpflanze an.

### Lilien als Zierpflanzen

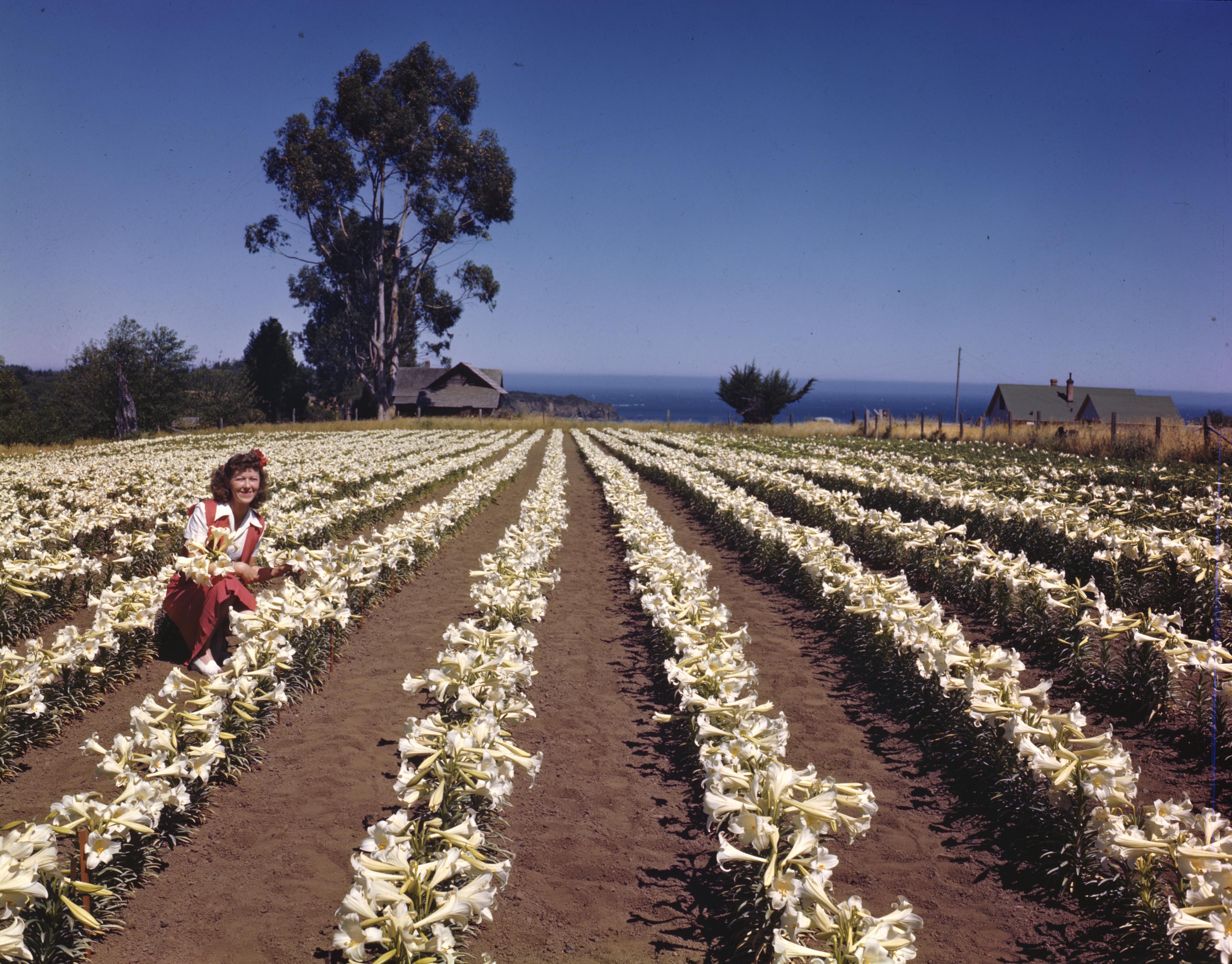
Lilienfeld in Oregon, USA, 1947

Bereits ab dem 19. Jahrhundert wurde die Oster-Lilie als Schnittblume weit gehandelt. Sie wurde ursprünglich in Japan und auf den Bermudas produziert, heute dagegen hauptsächlich in den USA (Kalifornien, Oregon), Japan und den Niederlanden. Sie ist die einzige reine Art, die heute noch Bedeutung als Schnittblume hat, sonst wird der Markt von Sorten beherrscht. 
Obwohl Lilien bereits lang vom Menschen geschätzt waren, wurden sie erst ab dem 19. Jahrhundert gelegentlich von Amateuren oder Botanikern gekreuzt und vereinzelt gezüchtet. Eine systematische und kommerzielle Zucht  begann erst in den 1930er Jahren Jan de Graaff mit seiner Gründung der „Oregon Bulb Farms“. Vor allem in England, den USA und Holland hat dies seither zu zahlreichen Hybriden und einer florierenden Lilien-Industrie geführt. Allein in Holland stieg die Produktion von 4,2 Millionen Stängeln 1968 auf 152 Millionen Stängel 1978. In Japan waren Lilien 2008 die am fünfthäufigsten verkauften Schnittblumen mit den zweithöchsten Preisen. 2005 waren bei der Royal Horticultural Society, der International Cultivar Registration Authority für die Gattung Lilium, über 13.000 Hybride und Kultivare registriert.
Als Gartenpflanzen sind in der Gegenwart neben zahlreichen Hybriden auch noch immer einige Arten präsent, so die Königs-Lilie, der Türkenbund, die Madonnen-Lilie und die Tiger-Lilie. 

## Züchterische Klassifikation
In der Zucht werden (lose entlang Combers Modell) neun verschiedene Lilien-Divisionen zur Klassifikation von Hybriden und Kultivaren unterschieden. Sieben dieser Divisionen umfassen dabei Gruppen von untereinander kreuzungsfähigen, systematisch verwandten Arten, Division 8 dient als Sammelgruppe für sonst nicht erfasste Kreuzungen und Division 9 führt Arten und ihre Kultivare auf:
- Division 1: Asiatische Hybriden:

Kreuzungen von Lilium amabile, Lilium bulbiferum, Lilium callosum, Lilium cernuum, Lilium concolor, Lilium dauricum, Lilium davidii, Lilium lancifolium, Lilium lankongense, Lilium leichtlinii, Lilium pumilum, Lilium wardii, Lilium wilsonii. Die Blüten sind meist klein bis mittelgroß, einfarbig oder mit kontrastierend gefärbten Blütenspitzen und Saftmalen. Flecken fehlen oder sind klar abgegrenzt. Nur schwach oder gar nicht duftend.
- Division 2: Martagon-Hybriden

Kreuzungen von Lilium hansonii, Lilium martagon, Lilium medeoloides und tsingtauense. Frühblühend. Die Blüten sind meist klein, zahlreich und nach unten weisend; die Blütenblätter vielfach gefleckt, verdickt und zurückgebogen zur Form von Türkenbünden. Die Blüten sind duftarm oder duften unangenehm. Die Knospen sind oft behaart, die Zwiebeln oft violett oder orange-gelb.
- Division 3: Euro-Kaukasische Hybriden

Kreuzungen von Lilium candidum, Lilium chalcedonicum, Lilium kesselringianum, Lilium monadelphum, Lilium pomponium und Lilium pyrenaicum. Die Blüten sind meist klein bis mittelgroß, häufig glocken- bis türkenbundförmig und nach unten weisend. Die Blütenfarben sind oft blässlich, Fleckungen können fehlen oder auch zahlreich vorhanden sein. Häufig duften sie, viele sind kalktolerant.
- Division 4: Amerikanische Hybriden

Kreuzungen von Lilium bolanderi, Lilium canadense, Lilium columbianum, Lilium grayi, Lilium humboldtii, Lilium kelleyanum, Lilium kelloggii, Lilium maritimum, Lilium michauxii, Lilium michiganense, Lilium occidentale, Lilium pardalinum, Lilium parryi, Lilium parvum, Lilium philadelphicum, Lilium pitkinense, Lilium superbum, Lilium vollmeri, Lilium washingtonianum und Lilium wigginsii. Die nur schwach duftenden Blüten sind meist klein bis mittelgroß und nach unten weisend, stark gelb bis orange-rot und deutlich gefleckt. Die Blütenblätter sind schmal, üblicherweise zurückgebogen.
- Division 5: Longiflorum-Lilien

Kreuzungen von Lilium formosanum, Lilium longiflorum, Lilium philippinense und Lilium wallichianum. Die meist wenigen, duftenden Blüten sind meist mittelgroß bis groß und trompetenförmig und einfarbig weiß. Flecken, Papillen und Saftmale fehlen.
- Division 6: Trompeten- und Aurelian-Hybriden

Kreuzungen von Lilium brownii, Lilium henryi, Lilium leucanthum, Lilium regale, Lilium rosthornii, Lilium sargentiae und Lilium sulphureum. Aurelian-Hybriden sind definiert als Kombination von Lilium henryi mit Trompeten-Lilien. Die Blüten sind meist mittelgroß bis groß und können jede übliche Form aufweisen. Sie sind weiß, creme, gelb bis orange oder pink, häufig mit farblich kontrastierenden sternförmigen Zeichnungen im Schlund bzw. Bänderungen auf der Außenseite. Trompeten-Hybriden sind meist duftend, ungezeichnet oder schmal gebändert am Ansatz. Die Blütenblattspitzen sind aufgebogen.
- Division 7: Orientalische Hybriden

Kreuzungen von Lilium auratum, Lilium japonicum, Lilium nobilissimum, Lilium rubellum und Lilium speciosum. Die oft spät blühenden, duftenden Blüten sind meist mittelgroß bis sehr groß. Die inneren Blütenblätter sind meist sehr breit und überlappen einander am Ansatz. Sie sind meist weiß bis pink bis purpurrot, gelegentlich goldgelb, oft mit weißer Grundfarbe, mit farblich kontrastierender Zeichnung im Schlund. Fleckungen fehlen oder sind zahlreich, Papillen und Nektarien sind deutlich ausgeprägt.
- Division 8: Andere Hybriden

Kreuzungen, die von keiner der Divisionen 1 bis 7 abgedeckt sind, einschließlich aller Kreuzungen über Divisionsgrenzen hinweg. Ebenso umfasst die Division alle Hybriden von Lilium henryi mit Lilium auratum, Lilium japonicum, Lilium nobilissimum, Lilium rubellum und Lilium speciosum.
- Division 9: Arten und ihre Kultivare.

## Nachweise
1. 1 2 3 4 5 6 7 8 9 10 11 12 13 14 15 16 17 18 19 20 21  
Mark W. Skinner: Lilium. In: Flora of North America, Vol. 26, 2002, S. 172 ff., Online
2. 1 2 3 4 5 6 7 8 9 10 11 12 13  
Liang Songyun, Minoru N. Tamura: Lilium In: Flora of China, Bd. 24, 2002, ISBN 978-1-930723-00-9, S. 135 ff., Online
3. ↑  
Stephen G. Haw: The Lilies of China. 1986, S. 71, ISBN 0-88192-034-7
4. ↑  
V. N Kosenko: Contributions to the pollen morphology and taxonomy of the Liliaceae In: Grana, 38:1, S. 20–30, 1999
5. ↑  
Gustav Hegi: Illustrierte Flora von Mitteleuropa, Band II Teil 2, 2. Auflage, Carl Hanser Verlag, München 1939, S. 294
6. 1 2  
Harold Comber: A new classification of the genus Lilium. In: Lily Yearbook of the Royal Horticultural Society, London, 13, 1949, S. 86–105
7. ↑  
Mark W. Skinner: Comparative Pollination Ecology and Floral Evolution in Pacific Coast Lilium. Ph.D. dissertation. Harvard University 1988
8. ↑  
Yoshito Asano: A Numerical Taxonomic Study Of The Genus Lilium In Japan In: Journal of the Faculty of Agriculture, Hokkaido University, 62:4, S. 333–341, 1985, Online
9. 1 2 3 4 5  
Nursel Ikinci, Christoph Oberprieler, Adil Güner: On the origin of European lilies: phylogenetic analysis of Lilium section Liriotypus (Liliaceae) using sequences of the nuclear ribosomal transcribed spacers In: Willdenowia, Volume 36, 2006, S. 647–656. doi:10.3372/wi.36.36201
10. 1 2  
Thomas B. Patterson, Thomas J. Givnish: Phylogeny, Concerted Convergence, And Phylogenetic Niche Conservatism In The Core Liliales: Insights From Rbcl And Ndhf Sequence Data In: Evolution, 56(2), 2002, S. 233–252
11. 1 2 3 4  
S. Dasgupta & D.B. Deb: Taxonomic revision of the genus Lilium L. in India and adjoining region. In: Candollea, 39:497, S. 487, 1984
12. ↑  
Michael Jefferson-Brown, Harris Howland: The Gardeners Guide to Growing Lilies, 1995, S. 151–153, ISBN 0-88192-315-X
13. ↑  
Mark W. Skinner: Lilium catesbaei. In: Flora of North America, Vol. 26, 2002, S. 179
14. ↑  
Kerry S. Walter, Harriet J. Gillett (Hrsg.): The IUCN Species Survival Commission, 1997 IUCN Red List Of Threatened Plants, 1998, S. 686–687
15. ↑  Haining Qin et al.: Evaluating the endangerment status of China’s angiosperms through the red list assessment. In: Biodiversity Science. Band 25, Nr. 7, 2017, ISSN 1005-0094, S. 745–757, doi:10.17520/biods.2017156.
16. ↑  
Anhang I der Bundesartenschutzverordnung vom 16. Februar 2005 (BGBl. I S. 258, 896), zuletzt durch Artikel 22 des Gesetzes vom 29. Juli 2009 (BGBl. I S. 2542) geändert
17. ↑  
ris.bka.gv.at: RIS – Gesamte Rechtsvorschrift für Oö. Artenschutzverordnung – Landesrecht Oberösterreich Fassung vom 27. September 2012, PDF-Datei, Zugriff am 27. September 2012
18. ↑  
graz.at:  Verordnung der Steiermärkischen Landesregierung vom 14. Mai 2007 über den Schutz von wild wachsenden Pflanzen, von Natur aus wild lebenden Tieren einschließlich Vögel (Artenschutzverordnung) PDF-Datei (Memento vom 4. März 2016 im Internet Archive), Zugriff am 6. Mai 2012
19. ↑  
Landesrecht Salzburg: Gesamte Rechtsvorschrift für Pflanzen- und Tierarten-Schutzverordnung, Fassung vom 05.06.2014. In: ris.bka.gv.at. salzburg.gv.at, 5. Juni 2014, abgerufen am 5. Juni 2014.
20. ↑  
ris.bka.gv.at: Verordnung der Landesregierung vom 18. April 2006 über geschützte Pflanzenarten, geschützte Tierarten und geschützte Vogelarten (Tiroler Naturschutzverordnung 2006), Zugriff am 6. Mai 2012
21. ↑  
ris.bka.gv.at: Niederösterreichische Artenschutzverordnung, Zugriff am 7. April 2017
22. ↑  
ris.bka.gv.at: Verordnung der Kärntner Landesregierung vom 30. Jänner 2007, Zl. 15-NAT-81/16/2007, über den Schutz wildwachsender Pflanzen (Pflanzenartenschutzverordnung) PDF-Datei, Zugriff am 6. Mai 2012
23. ↑  
Verordnung der Wiener Landesregierung über den Schutz wild wachsender Pflanzen- und frei lebender Tierarten und deren Lebensräume sowie zur Bezeichnung von Biotoptypen (Wiener Naturschutzverordnung – Wr. NschVO). wien.gv.at, abgerufen am 5. Juni 2014.
24. ↑  
bafu.admin.ch: BAFU – Publikationen – Liste der National Prioritären Arten (Memento vom 26. Mai 2011 im Internet Archive), Zugriff am 7. Mai 2012
25. ↑  
Helmut Genaust: Etymologisches Wörterbuch der botanischen Pflanzennamen. 3., vollständig überarbeitete und erweiterte Auflage. Birkhäuser, Basel/Boston/Berlin 1996, ISBN 3-7643-2390-6 (Nachdruck ISBN 3-937872-16-7).
26. ↑  
A. S. Hitchcock & M. L. Green: Standard-species of Linnaeus genera of Phanerogamae (1753–1754). In International Botanical Congress. Cambridge (England), 1930: Nomenclature. Proposals by British Botanists, London, 1929
27. ↑  
John Gilbert Baker: A new synopsis of all the known lilies. In: Gardeners Chronicle, 28:104, 1871
28. ↑  
Iain Ferguson: Henry John Elwes (1846 to 1922) In: Lilies and Related Plants 2009–2010, 2009, S. 35–39
29. 1 2  
Michael F. Fay, Mark W. Chase: Modern concepts of Liliaceae with a focus on the relationships of Fritillaria In: Curtis’s Botanical Magazine, Bd. 17, Heft 3, S. 146–149
30. 1 2  
Michael F. Fay, M. W. Chase, N. Rønsted, D. S. Devey, Y. Pillon, J. C. Pires, G. Petersen, O. Seberg, J. I. Davis: Phylogenetics of Liliales: Summarized Evidence From Combined Analyses Of Five Plastid And One Mitochondrial Loci In: Aliso, Bd. 22, 2006, S. 559–565
31. ↑  Juan Li, Jing Cai, Huan-Huan Qin, Megan Price, Zhen Zhang, Yan Yu, Deng-Feng Xie, Xing-Jin He, Song-Dong Zhou, Xin-Fen Gao: Phylogeny, Age, and Evolution of Tribe Lilieae (Liliaceae) Based on Whole Plastid Genomes. In: Frontiers in Plant Science. Band 12, 1. Februar 2022, ISSN 1664-462X, doi:10.3389/fpls.2021.699226.
32. ↑  
Nina Rønsted, Steve Law, Hannah Thornton, Michael F. Fay, Mark W. Chase: Molecular phylogenetic evidence for the monophyly of Fritillaria and Lilium (Liliaceae; Liliales) and the infrageneric classification of Fritillaria, In: Molecular Phylogenetics and Evolution, Bd. 35, 2005, S. 509–527
33. ↑  
Yun-Dong Gao, Markus Hohenegger, AJ Harris, Song-Dong Zhou, Xing-Jin He, Juan Wan: A new species in the genus Nomocharis Franchet (Liliaceae): evidence that brings the genus Nomocharis into Lilium, In: Plant Systematics and Evolution, Bd. 298, S. 69–85, 2012
34. 1 2 3  
Yun-Dong Gao, Xin-Fen Gao: Accommodating Nomocharis in Lilium (Liliaceae). In: Phytotaxa 277(2):205–210, September 2016
35. 1 2  
Tomotaro Nishikawa, Keiichi Okazaki: New Lily Evolution Insights From a DNA Sequence Approach. In: The Lily Yearbook of the North American Lily Society 2006, 59, 2007, S. 27–32
36. 1 2 3 4 5  
Grundlage der Aktualisierung: R. Govaerts: World Checklist of Liliaceae. The Board of Trustees of the Royal Botanic Gardens, Kew. 2006 kew.org Letzter Zugriff am 15. September 2014
37. ↑  
Systematik der amerikanischen Arten (Sektion Pseudolirium) nach: Mark W. Skinner: Lilium. In: Flora of North America, Vol. 26, 2002, S. 172 ff., efloras.org
38. ↑  
Systematik der chinesischen Arten nach: Liang Songyun, Minoru N. Tamura: Lilium. In: Flora of China, Bd. 24, S. 135 ff., textgleich online bei efloras.org.
39. ↑  
Systematik der Sektion Archelirion unter Berücksichtigung von:Tomotaro Nishikawa, Keiichi Okazaki, Katsuro Arakawa, Tsukasa Nagamine: Phylogenetic Analysis of Section Sinomartagon in Genus Lilium Using Sequences of the Internal Transcribed Spacer Region in Nuclear Ribosomal DNA, In: 育種学雑誌 Breeding science, Volume 51, No. 1, S. 39–46
40. ↑  
Tomotaro Nishikawa, Keiichi Okazaki, Tsukasa Nagamine: Phylogenetic Relationships among Lilium auratum Lindley, L. auratum var. platyphyllum Baker and L. rubellum Baker Based on Three Spacer Regions in Chloroplast DNA, In: 育種学雑誌 Breeding science, Volume 52, No. 3, S. 207–213
41. ↑  
I. Resetnik, Z. Liber, Z. Satovic, P. Cigic, T. Nikolic: Molecular phylogeny and systematics of the Lilium carniolicum group (Liliaceae) based on nuclear ITS sequences, In: Plant Systematics and Evolution, Volume 265, 2007, S. 45–58.
42. ↑  Yundong Gao, Xinfen Gao: Lilium sealyi Y.D.Gao, a new name for Lilium farreri (W.E.Evans) Y.D.Gao. In: Phytotaxa. Band 449, Nr. 3, 23. Juni 2020, ISSN 1179-3163, S. 299–300, doi:10.11646/phytotaxa.449.3.9 (biotaxa.org [abgerufen am 18. August 2024]).
43. 1 2 3 4  
Edward A. McRae: Lily Disease Handbook, North American Lily Society, 1987
44. 1 2 3  
Wolfgang Brandenburger: Parasitische Pilze an Gefäßpflanzen in Europa, Gustav Fischer Verlag, 1995
45. ↑  
K. Lee, H. Choi, G. Choi, J. Kim: Virus Disease of Lilies In Korea, In: Jong Suk Lee, Mark S. Roh (Hrsg.): International Symposium on the Genus Lilium: Taejon, Korea August 28 – September 1, 1994. Wageningen, International Society for Horticultural Science, 1996, ISBN 90-6605-977-X, S. 195
46. ↑  Gerhard Habermehl, Petra Ziemer: Giftpflanzen und Intoxikationen. Schaper, 2009, ISBN 978-3-7944-0208-3, S. 160.
47. ↑  
Spring Fresco. The Thera Foundation, 27. Juni 2006, archiviert vom Original (nicht mehr online verfügbar) am 25. April 2012; abgerufen am 5. Juni 2014 (englisch, Beschreibung und Interpretation der Frühlingsfresken in Akrotiri).
48. 1 2 3  
Tomotaro Nishikawa: Molecular phylogeny of the genus Lilium and its methodical application to other taxon, 2008, Miscellaneous Publication of the National Institute of Agrobiological Sciences (Japan), ISSN 1347-9393, S. 2
49. ↑  
Cassianus Bassus, Geoponica, <Liber XI,> Cap. 19. Περὶ κρίνου. Ἱστορία, Online
50. ↑  
Heinz-Dieter Krausch: Kaiserkron und Päonien rot… Entdeckung und Einführung unserer Gartenblumen, 2003, S. 264, ISBN 3-935549-23-7
51. ↑  
Marianne Beuchert: Symbolik der Pflanzen, 2004, S. 185, ISBN 3-458-34694-5
52. ↑  
The Global Dispatches Expert Commentary and Analysis Symbolism in the Annunciation
53. ↑  
kansai.gr.jp: Kansai event information – Saikusa Matsuri Festival (Yuri Matsuri Festival) (Memento vom 30. Januar 2017 im Internet Archive), Zugriff am 9. Mai 2012
54. ↑  Deutsches Wörterbuch von Jakob und Wilhelm Grimm. Band 12. dtv, München 1991, ISBN 3-423-05945-1, S. 1020–1023 (Nachdruck).
55. ↑  Christoph Martin Wieland: Sämmtliche Werke, Leipzig, 1794–1805, J. G. Gruber, Seite 292.
56. ↑  August von Platen-Hallermünde: Gesammelte Werke in einem Band. Hrsg.: v. K. Gödeke. Stuttgart, S. 7.
57. ↑  
Stephen G. Haw: The Lilies of China. 1986, darin: „The history of Lilies in China“, ISBN 0-88192-034-7, S. 43–57
58. ↑  
M. Pahlow: Das grosse Buch der Heilpflanzen. Bechtermünz Verlag, ISBN 3-8289-1839-5
59. ↑  
Shiu-ying Hu: Food Plants of China, The Chinese University Press, Hong Kong, 2005, ISBN 962-201-860-2, S. 319
60. ↑  
Friedrich Heinrich von Kittlitz: Denkwürdigkeiten einer Reise nach dem russischen Amerika, nach Mikronesien und durch Kamtschatka, 2, Perthes, Gotha 1858, S. 261f
61. ↑  
Dan Moerman: Native American Ethnobotany – A database of plants used as drugs, foods, dyes, fibers, and more, by native Peoples of North America. University of Michigan – Dearborn, Stand 2003, Online
62. ↑  
Charles Bryant: Flora Diaetetica, London, 1783, S. 46–47
63. ↑  Jan de Graaff: A New Era in Hybrid Lilies. In: The American Horticultural Magazine. Band 48, Nr. 3, 1969, S. 110–119 (ahsgardening.org [PDF]).
64. ↑  
Carl Feldmaier, Judith McRae: Lilien, S. 5, 1982, ISBN 3-8001-6121-4
65. ↑  
Victoria Matthews: The International Lily Register and Checklist, 4th Edition, 2007, Royal Horticultural Society, London
66. ↑  
Edward A. McRae: Lilies. A Guide for Growers and Collectors. Timber Press, Portland/Oregon, 1998, ISBN 0-88192-410-5, S. 352–353
67. ↑  
Kate Donald: The International Lily Register and Checklist 2007 – First Supplement, 2009, ISBN 978-1-902896-97-7, S. 2–3, PDF Online